# Ulrich Hofmaier
Ulrich Hofmaier († 9. Mai 1346 in Augsburg) war ein deutscher Jurist, Diplomat und Protonotar. 

## Leben
Ulrich Hofmaier war Mitglied der Augsburger Patrizierfamilie Hofmaier. Der Familienname dürfte auf ein bischöfliches Hofmaier-Amt zurückgehen. Da zu seinen Lebzeiten mehrere Personen dieses Namens in Augsburg vorkommen, bleibt seine Herkunft und früher Lebenslauf spekulativ.     
Hofmaier studierte Rechte, erlangte den Grad Magister und lehrte an der Universität Paris. Nach seiner Rückkehr aus dem Ausland wirkte er 1314 als Archivar des Augsburger Bischofs, ein Jahr später als Vorstand des bischöflichen Gerichtes und 1318 als Kanoniker von Feuchtwangen. Darauf trat er, wohl auf Empfehlung des Augsburger Bischofs Ulrich, in die Dienste von Kaiser Ludwig des Bayern. 1331 machte Kaiser Ludwig Ulrich Hofmaier zu seinem Sekretär. 1335 erhielt er das Amt des Protonotars. Hofmaier galt als einer der ersten Laien mit dieser Stellung in der Reichskanzlei. Umstritten ist, ob der geistliche Ulrich Hofmaier mit dem gleichnamigen in Diensten das Kaisers stehenden Notar identisch war. 1330 stiftete ein „Magister Ulricus dictus Hofmaiger“ mit Zustimmung seiner nicht genannten Frau ein ewiges Licht im Kloster St. Ulrich und Afra. Noch 1338 bezeichnet der Augsburger Bischof einen „Meister Ulrich“ als „unseren Hofmaier“. 1339 erhielt ein weiterer Ulricus Hofmeir aus Biberbach, Stiefsohn eines Langenmantels das Augsburger Bürgerrecht.    
Im Auftrag des Kaisers reiste Ulrich Homaier in diplomatischer Mission nach Avignon, Paris, Venedig und Antwerpen. Ende Januar 1338 schloss er in Venedig mit dem Dogen Francesco Dandolo einen Vertrag ab. Ein Jahr später verhandelte er mit König Eduard III. von England. 1339/40 zog Ulrich Hofmaier als Botschafter nach Frankreich, wie der Kaiser berichtete: „...seinem obersten Schreiber, Meister Ulrich von Augsburg... 720 Pfund Heller verschafft, für die Kost, die er in seiner Botschaft gen Frankreich getan.“ Zwischen 1341 und 1343 wurde er als bevollmächtigter Unterhändler an den Hof in Avignon zu Papst Benedikt XII. und seinem Nachfolger Clemens VI. entsandt. Ulrich Hofmaier starb 1346 in Augsburg und wurde auf eigenen Wunsch entgegen seinem Rang auf dem Kirchhof begraben. Das ihm vom Kaiser verliehene Wappen zeigte einen halben Reichsadler und ein Lilienmuster. Ulrich Hofmaier war mit Elisabeth verheiratet. Seine Tochter Barbara († 1415) heiratete den Apotheker Claus Hofmaier.

## Ehrungen
In Augsburg ist die Ulrich-Hofmaier-Straße nach dem Magister benannt. 